# Chandrayaan-3
Chandrayaan-3 (dịch tàu Mặt trăng, phát âmⓘ) là chuyến thăm dò Mặt Trăng thứ ba của Ấn Độ trong khuôn khổ chương trình Chandrayaan của Tổ chức Nghiên cứu Vũ trụ Ấn Độ (ISRO). Nó bao gồm một tàu đổ bộ có tên Vikram và một xe tự hành có tên Pragyan, tương tự như chuyến bay vào vũ trụ Chandrayaan-2. Mô-đun động cơ đẩy cấu hình tàu đổ bộ và tàu thăm dò lên quỹ đạo mặt trăng để chuẩn bị cho tàu đổ bộ được cấp điện.
Chandrayaan-3 được phóng đi vào ngày 14 tháng 7 năm 2023. Tàu đổ bộ và xe tự hành đã hạ cánh gần khu vực cực Nam Mặt trăng vào ngày 23 tháng 8 năm 2023 lúc 18:02 IST, khiến Ấn Độ trở thành quốc gia đầu tiên hạ cánh thành công tàu vũ trụ gần cực Nam Mặt Trăng và nước thứ tư đến hạ cánh mềm lên Mặt Trăng.